# 롯데글로벌로지스
롯데글로벌로지스(주)(영어: Lotte Global Logistics)는 대한민국의 운수 기업이다. 대한민국의 택배업에서 업계 1위인 CJ대한통운에 이어 업계 2위를 차지하고 있다. 본래 현대그룹의 계열사였으나 2014년 7월 재무구조 개선을 위해 현대로지스틱스 지분 전량(88.8%)을 이지스일호에 매각했다. 이지스일호는 롯데그룹 계열사 8곳과 현대상선, 일본계 사모펀드 오릭스가 현대로지스틱스를 인수하기 위해 만든 특수목적법인이다.
롯데그룹이 이지스일호가 보유하고 있던 현대로지스틱스의 지분 가운데 71%를 인수한 데 따라 현대로지스틱스의 경영권은 롯데그룹으로 넘어갔다.
2016년 12월 16일에 현대로지스틱스(주)에서 롯데글로벌로지스(주)로 사명이 변경되었다.
2019년 3월 기존 롯데그룹 물류계열사 롯데로지스틱스를 합병하였다.

## 역사
1988년 6월 13일에 아세아상선 주식회사로 설립되었다. 1993년 12월 현대물류 주식회사로, 1999년 12월에는 현대택배 주식회사로 바꾸었다가, 2010년 4월 현대로지엠 주식회사로 2012년 4월 '현대로지스틱스 주식회사'로 사명을 변경하였다. 현대로지스틱스는 현대그룹의 핵심 기업인 현대엘리베이터의 대주주였다.
현대로지스틱스는 2014년 7월 일본의 사모펀드인 오릭스에 인수되었다. 현대로지스틱스는 부채가 동종업계의 타 회사에 비해 비교적 많은 편인데, 사모펀드는 기업의 외형적 성장보다는 내실 다지기를 중시하는 성향을 보이기 때문에 이러한 부분이 해결될 것으로 예상되고 있다. 택배 업계는 대표적인 레드오션으로 치열한 단가 인하 등 대형 업체들의 치킨 게임이 심한 분야인데, 2위 업체인 현대로지스틱스가 점유율 경쟁보다는 부채 해소 등 내실강화에 주력함으로써 택배 업계의 경쟁은 다소 완화될 것으로 보인다.
2025년에는 코스피 사장에 상장할 예정이었으나 철회하였다.

## 사업
택배업은 온라인 쇼핑의 증가로 시장 전망이 밝으며, 미국에서도 택배 회사들의 주가가 2013년부터 많이 상승하고 있다. 2012년 현대로지스틱스는 미국에 해외직송 물류센터를 설립하고 "아이딜리버"라는 해외특송 서비스를 런칭, 본격적으로 일본직구와 해외직구 시장에 뛰어들었다. 이는 한진택배에서 운영하는 이하넥스처럼 택배회사가 운영하는 배송대행 서비스다. 대한민국 내 해외직구의 급증으로 관련 사업의 전망은 좋은 편이다.
현대로지스틱스는 지난 2012년부터 운영 중인 해외 직구 대행사이트 '아이딜리버'를 통해 해외 직구 물류량 확대를 꾀하고 있다. 아이딜리버는 미국 델라웨어와 LA 등에 물류센터를 구축하고 있다. 지난해 블랙프라이데이 기간 동안 의류, 신발, 비타민, 화장품 등을 주요 품목으로 전년 대비 약 180% 증가한 물량을 처리했다.
현재 아이딜리버는 미국 뉴저지, 델라웨어, 오리건에 배송대행 센터를 운영 중이다.

## 연표

### 1980년대

#### 1988년
- 6월 아세아상선㈜ 설립
- 8월 복합 운송업 면허 취득
- 12월 FIATA 회원 가입

### 1990년대

#### 1990년
- 3월 항공화물 대리점업 면허 취득

#### 1992년
- 4월 IATA 가입

#### 1993년
- 4월 특별간이 보세운송업 면허 취득
- 5월 국내 긴급상업용 서류 송달업 인가
- 11월 소화물일관 수송업 면허 취득
- 12월 현대물류주식회사로 상호변경

#### 1994년
- 2월 우신국제운송㈜, 대성기업 흡수합병

#### 1996년
- 11월 대구터미널 개장

#### 1997년
- 3월 국내최초 택배전용 부곡터미널 개장(현 군포복합터미널)
- 10월 한국 물류대상 대통령산업포장 수상, 동서울터미널 개장(현 성남터미널)

#### 1998년
- 4월 한국로지스틱스학회 물류대상 수상
- 5월 국내 최초 ISO 9002 물류 전부문 인증획득
- 9월 자본금 330억으로 증자
- 11월 '98소비자만족베스트상품 선정

#### 1999년
- 1월 남서울터미널(현 구로터미널), 대전터미널 개장
- 7월 양산터미널 개장
- 11월 최초 은행에서 선하증권 교부 서비스실시
- 12월 자본금 405억으로 증자, 현대택배주식회사로 사명 변경

### 2000년대

#### 2000년
- 2월 광주터미널 개장
- 3월 국내 최초 의류행거배송 서비스 실시
- 4월 마산터미널 개장, 전보택배 서비스 실시(한국통신)
- 6월 2010년 비젼 선포식(Millennium Best)
- 10월 국내최초 의류택배 전용 경안터미널 개장
- 12월 중앙일보 히트상품 선정

#### 2001년
- 2월 한국일보 코리아 웹어워즈 우수상 수상
- 3월 인천 터미널 개장
- 4월 한국능률협회 대한민국 1위 웹사이트 선정
- 5월 한국산업단지공단 공동물류 지원사업 수주
- 6월 전자신문 2001년 상반기 히트상품 선정
- 8월 ISO 9001:2000 전부문 국제표준인증 획득
- 9월 서울북부터미널 개장
- 11월 전주터미널 개장
- 12월 전자신문 2001년 히트 인기상품 선정, 한국경제 소비자대상 수상, 서울경제 브랜드 경쟁력 1위 선정

#### 2002년
- 9월 천안터미널 개장, 서울남부터미널 개장

#### 2003년
- 6월 국내업계 최초1급 면허 중국현지법인설립(상해현대아륜국제화운유한공사)
- 8월 신택배시스템 HYDEX Ⅱ 오픈
- 12월 서울경제 베스트 히트상품 선정

#### 2004년
- 1월 서울경제 히트 예감상품 선정
- 11월 한국 SCM대상 수상(대기업부문)

#### 2005년
- 3월 한국 마케팅대상 수상(유통부문)
- 11월 중국 시노트랜스와 전략적 제휴

#### 2006년
- 6월 종합물류업 1차 인증 획득
- 9월 독일 현지법인 설립(Hyundai Logistics GMBH)
- 10월 자본금 610억원으로 증자, 국내 최대 처리규모 대전HUB 터미널 개장

#### 2007년
- 8월 인도 현지법인 설립(Hyundai Logistics India Private Limited.), 신선물류센터(오포) 개장
- 10월 서울세관과 남북교역물품 통관협력체제 MOU 체결

#### 2008년
- 1월 영국 현지법인 설립(Hyundai Logistics UK.)
- 3월 베트남 현지법인 설립(Hyundai-Vinatrans Logistics), 중국홈쇼핑(아이즈비전) 물류시장 진출
- 6월 ISO 14001 환경경영체제 국제규격 인증 획득, 대한민국 신뢰경영 대상 수상
- 7월 양산터미널 신축 개장

#### 2009년
- 10월 현대코스코로지스틱스 합작법인 설립
- 11월 부산신항 항만하역서비스 개시

### 2010년대

#### 2010년
- 3월 현대그룹 빌딩으로 사옥이전, 현대로지엠(주)로 사명변경

#### 2012년
- 4월 현대로지스틱스(주)로 사명변경
- 6월 국토해양부 글로벌물류기업 육성대상 선정
- 11월 한국물류대상 대통령상 수상

#### 2013년
- 1월 우수 물류창고업체 인증
- 12월 군포 터미널 신축(일처리능력 40만 박스)

#### 2014년
- 7월 서울시농수산식품공사 도매시장 시설 현대화산업

#### 2016년
- 12월 현대로지스틱스(주) 인수
- 12월 롯데글로벌로지스(주)로 사명 변경

#### 2019년
- 3월 롯데로지스틱스(주)흡수 합병, 통합 물류 법인인 (신)롯데글로벌로지스(주)로 출범

### 2020년대

#### 2020년
- 2월 도심-공항 당일 짐 배송 공동사업 MOU 체결 (아시아나IDT, 굿럭컴퍼니)
- 4월 환경부 주관 전기화물차 보급 확대 MOU 체결 (롯데글로벌로지스, CJ대한통운, 현대기아자동차 등)
- 6월 '품질경영시스템 우수기업' 2회 연속 최초 선정 (2020년 경영시스템 우수기업 시상)
- 7월 2020년 서비스 분야 '안전보건 활동 최고 사업장' 선정 (고용노동부, 안전보건공단 주관)

2020년 '대한민국 일자리 으뜸기업' 선정 (고용노동부 주관)
- 11월 중부권 메가허브터미널 상량식
- 11월 제58주년 소방의 날 행정안전부장관 표창 수상
- 11월 준법 경영 시스템(ISO 19600) & 부패방지 경영 시스템(ISO 37001)국제표준 동시 획득
- 11월 2020년 인적자원개발 우수기관(Best HRD) 선정 (고용노동부, 교육부, 산업통상자원부, 중소벤처기업부 4개 정부 부처 공동 인증)
- 12월 국내 최초 친환경 콜드체인(Cold Chain) 전기화물차 정식 운영

## 주요 사업
- 택배서비스: 개인, 기업 서비스, 첨단 택배 시스템
- 국내물류서비스: 컨테이너 운송, 벌크, 대북물자운송, 국내물류시스템
- 해운/항공서비스: 해운운송, 항공운송, 사이로직스시스템
- TPL서비스: TPL서비스, TPL시스템

## 같이 보기
관련 항목
- 현정은

회사
- CJ대한통운
- 로젠
- 한진택배